# Wąsatkopodobne
Wąsatkopodobne (Polymixiomorpha) – nadrząd morskich, głębinowych ryb doskonałokostnych (Teleostei), charakteryzujących się obecnością pary wąsików na podbródku oraz kilku twardych promieni (kolców) w płetwie grzbietowej i odbytowej. Relacje pokrewieństwa Polymixiomorpha z innymi Acanthomorpha nie zostały jednoznacznie określone.
Do wąsatkopodobnych zaliczane są rzędy:
- Polymixiiformes – wąsatkokształtne
- †Ctenothrissiformes